# Ruslan Teverov
Ruslan Teverov (tiếng Belarus: Руслан Цевераў; tiếng Nga: Руслан Теверов; sinh 1 tháng 5 năm 1994) là một cầu thủ bóng đá Belarus hiện tại thi đấu cho Vitebsk mượn từ Shakhtyor Soligorsk.